# Hirrlingen
Hirrlingen est une commune de Bade-Wurtemberg (Allemagne), située dans l'arrondissement de Tübingen, dans la région Neckar-Alb, dans le district de Tübingen.

## Géographie
Hirrlingen est située 9 km au sud-ouest de Rottenburg am Neckar et 9 km au nord-ouest de Hechingen.

## Politique

### Jumelage
- Hajós (Hongrie) depuis 1982
- Minerbio (Italie) depuis 1988